# Meconopsis chelidonifolia
Espèce
Classification phylogénétique
Meconopsis chelidonifolia, le Méconopsis à feuilles de chélidoine, est une espèce de plantes à fleurs du genre Meconopsis et de la famille des Papaveraceae. C'est plante vivace découverte dans les montagnes du Sichuan par l'expédition de Gabriel Bonvalot et du prince Henri d'Orléans en 1890, puis identifiée et décrite par Édouard Bureau et Adrien Franchet du Muséum d'histoire naturelle de Paris en 1891,.

## Description
Meconopsis chelidonifolia possède une tige rameuse et glabre. La plante peut atteindre 50 cm à 100 cm de hauteur. Ses feuilles inférieures qui forment une rosette à la base et les feuilles moyennes sont brièvement pétiolées et fortement pennées.
Ses fleurs, qui mesurent trois centimètres en moyenne, sont jaunes à deux sépales et quatre pétales. Elles sont groupées en grandes panicules
Elle fleurit au début de l'été.

## Distribution et habitat
Meconopsis chelidonifolia se rencontre dans les montagnes du nord et de l'ouest du Sichuan, ainsi que dans le nord-est du Yunnan, à une altitude comprise entre 1 400 et  2 700 mètres.
Elle préfère la mi-ombre des forêts et des bords de rivières.